# Euphyia phaulophanes
Euphyia phaulophanes là một loài bướm đêm trong họ Geometridae.